# Parque nacional de Sirinat
El Parque nacional de Sirinat (en tailandés, อุทยานแห่งชาติสิรินาถ) es un área protegida en la provincia de Phuket, en el sur de Tailandia. Tiene una superficie de 90 kilómetros cuadrados. Fue declarado en 1981. Este parquen con secciones en mar y tierra, está en el noroeste de la isla de Phuket.
Originariamente, tenía la denominación de parque nacional de Nai Yang. En 1990 se amplió el territorio del parque y, para celebrar el 60.º aniversario de la reina en 1992, el parque fue rebautizado como Sirinat.